# Пажа (приток Ворьсмы)
Пажа — река в России, протекает в Борисоглебском районе Ярославской области. Устье находится в 4,3 км по левому берегу реки Ворьсма от её устья. Длина реки составляет 21 км. Сельские населённые пункты у реки: Русиново, Хмельники, Ново, Ораново, Яшкурово.

## Данные водного реестра
По данным государственного водного реестра России относится к Верхневолжскому бассейновому округу, водохозяйственный участок реки — Волга от Рыбинского гидроузла до города Кострома, без реки Кострома от истока до водомерного поста у деревни Исады, речной подбассейн реки — Волга ниже Рыбинского водохранилища до впадения Оки. Речной бассейн реки — (Верхняя) Волга до Куйбышевского водохранилища (без бассейна Оки).
По данным геоинформационной системы водохозяйственного районирования территории РФ, подготовленной Федеральным агентством водных ресурсов:
- Код водного объекта в государственном водном реестре — 8010300212110000010743
- Код по гидрологической изученности (ГИ) — 110001074
- Код бассейна — 08.01.03.002
- Номер тома по ГИ — 10
- Выпуск по ГИ — 0